# Neotheronia tacubaya
Neotheronia tacubaya là một loài tò vò trong họ Ichneumonidae.